# Ali Lameda
Ali Lameda (ur. 12 czerwca 1924 w Carora, Wenezuela, zm. 30 listopada 1995) – wenezuelski poeta i tłumacz, więzień północnokoreańskiego obozu koncentracyjnego.

## Życiorys
Urodził się w miejscowości Carora w stanie Lara. W czasach młodości pozostawał pod dużym wpływem (politycznym i intelektualnym) swojego nauczyciela i przyjaciela Chio Zubillaga. Zapoznał on Lamedę z ideą marksizmu. Po zdaniu matury Lameda udał się do Kolumbii, aby podjąć studia medyczne. Wrócił do Wenezueli parę lat później i wstąpił do Komunistycznej Partii Wenezueli. Następnie wyjechał do Czechosłowacji, gdzie mieszkał pięć lat. Uczył się tam języka czeskiego i przekładał na hiszpański twórczość czeskich i francuskich pisarzy.
W 1965 roku przebywał w Berlinie Wschodnim, wówczas nawiązał kontakt z Koreańczykami z KRLD. Lamedę zafascynowały opowieści o Korei Północnej. W połowie następnego roku przyjechał do Pjongjangu, aby objąć stanowisko tłumacza w hiszpańskiej sekcji Departamentu Publikacji Zagranicznych koreańskiego Ministerstwa Spraw Zagranicznych. Poznał osobiście Kim Ir Sena i ministra spraw zagranicznych Park Hun Cheola. W swojej pracy zajmował się tłumaczeniem propagandy władz z języka angielskiego na hiszpański. W departamencie poznał Francuza Jacques’a Sedillota, który z kolei tłumaczył propagandę z angielskiego na francuski. Szybko zaprzyjaźnili się. Wkrótce do Pjongjangu przyjechała zakochana w Alim Niemka, Elvira Tanzer. Jednak niedługo po rozpoczęciu pracy Lameda, w prywatnej korespondencji, zaczął krytykować system panujący w Korei Północnej, m.in. wskazywał na ogromne ubóstwo społeczeństwa północnokoreańskiego.
We wrześniu 1967 roku podczas bankietu wydanego na cześć pracowników Departamentu opowiedział kilka dowcipów, będących aluzjami do Kim Ir Sena. Trzy dni później został aresztowany przez służbę bezpieczeństwa i osadzony w celi Ministerstwa Spraw Wewnętrznych. Według innego źródła trafił do więzienia po tym, jak skrytykował skuteczność północnokoreańskiej propagandy. Przebywał w więzieniu w bardzo złych warunkach, był poddawany torturom, przesłuchiwano go po 12 godzin bez przerwy, bito i głodzono. W areszcie spędził rok. Po tym czasie areszt zamieniono na domowy i zapewniono, że będzie miał możliwość wyjechania z kraju. Musiał tylko najpierw pożegnać na lotnisku swoją dziewczynę, Elvirę. Po jej odlocie aresztowano Lamedę ponownie. Ali Lameda został skazany na 20 lat ciężkich robót za „sabotaż, szpiegostwo i przemycenie do Korei Północnej zagranicznych agentów”. Osadzono go w jednym z obozów koncentracyjnych (zwanych przez władzę reedukacyjnymi).
W więzieniu poddawano go torturom, m.in. codziennie przez kilkanaście godzin musiał siedzieć po turecku, patrząc nieruchomo w jeden punkt. Oficjalne tłumaczenie mówiło, że w ten sposób więzień ma badać swoje sumienie. W czasie całego swojego pobytu poznał tam jednego obcokrajowca, który podawał się za Francuza o imieniu Pierre. Wskutek złych warunków, braku żywności i ogrzewania oraz siedzeniu codziennie w jednej pozycji cierpiał na paraliż lewej nogi. Schudł ponad 20 kilogramów, na plecach pojawił się guz. Bezustannie miał biegunkę i gorączkę. Dzięki strzępom rozmów między więźniami i strażnikami dowiedział się, że obozów w całym kraju jest prawie 20, a osadzonych ludzi blisko 150 tys.
W 1973 roku Korea Północna chciała wstąpić do ONZ i w tym celu szukała wśród krajów sojuszników. Wenezuela postawiła warunek – udzieli poparcia, jeśli Ali Lameda zostanie uwolniony. Stało się to ostatecznie 27 września 1974 roku, po siedmiu latach od wyroku. Alemu pozwolono na opuszczenie Korei Północnej przez sojuszniczy z Pjongjangiem Bukareszt. W Berlinie zoperowano Alemu guz oraz nogę. Pod koniec grudnia 1974 roku zamieszkał w Londynie u swojej wenezuelskiej rodziny. Zmarł 30 listopada 1995 roku.
W 1979 roku Amnesty International opublikowało raport sporządzony przez Alego, opisujący szczegółowo wszystko, co widział i zapamiętał podczas swojego pobytu w łagrze. Była to pierwsza relacja obywatela Zachodu, który przeszedł przez północnokoreański obóz koncentracyjny.

## Twórczość
Podczas pobytu w Czechosłowacji napisał poemat Evocación a Rusia. W latach 50. XX wieku stworzył El Corazón de Venezuela – 500-stronicowe dzieło o naturze i historii swojego kraju. Podczas pracy w Korei Północnej napisał Los Juncos Resplandecidos, pracę poświęconą Wietnamowi. W czasie pobytu w obozie koncentracyjnym stworzył ok. 400 wierszy i ponad 300 sonetów, których treść zapamiętał i które zapisał dopiero po wydostaniu się z łagru.